# Телл-аль-Лоз
Телл-аль-Лоз (англ. Tell al-Lawz, араб. تل اللوز) — поселення в Сирії, що складає невеличку друзьку общину в нохії Малах, яка входить до складу однойменної мінтаки Сальхад в південній сирійській мухафазі Ас-Сувейда.